# Museo dell'Agorà antica di Atene
Il museo dell'Antica Agorà di Atene è ospitato nella stoà di Attalo, il grande portico ellenistico, ricostruito tra il 1953 e il 1956, sul lato orientale dell'Agorà di Atene. Dipende dal primo Eforato delle antichità preistoriche e classiche.

## Costruzione
Il museo è ospitato nella stoà eretta da un architetto di pergamo per il re Attalo II nella metà del II secolo a.C. Si tratta di un edificio rettangolare lungo 120 metri e largo 20 metri su un unico piano. Ha un colonnato dorico di fronte e un interno ionico al piano terra; una facciata ionica e una cosiddetta "pergamena" nell'interno superiore. Le pareti dell'antico portico erano in pietra calcarea del Pireo e le colonne e la facciata in marmo pentelico. La parete di fondo ospitava ad ogni livello ventuno negozi. Il portico fu distrutto dagli Eruli nel 267 e poi incorporato nelle fortificazioni romane della città alla fine del III secolo.
Gli scavi della stoa furono intrapresi dalla Società Archeologica di Atene alla fine del XIX secolo. Furono completati dalla American School che restaurò l'edificio tra il 1953 e il 1956, a partire dagli studi dell'architetto John Travlos, con il sostegno finanziario della Fondazione Rockefeller.

## Il museo

### Storia
Il museo fu fondato nel 1957 quando il primo piano del portico fu dedicato all'esposizione di oggetti scoperti sull'Agorà dalla Scuola Americana. Ha chiuso nel novembre 2003 per la modernizzazione e la riorganizzazione delle collezioni.

### Collezioni
Si tratta di un museo in gran parte tematico, di cui la collezione esposta, di dimensioni modeste, riguarda principalmente il funzionamento della democrazia ateniese, di cui una gran parte dei centri di potere erano effettivamente situati sull'Agorà o attorno ad essa. Qui si trovano le iscrizioni relative all'amministrazione e alla diplomazia della città antica, accessori che testimoniano il funzionamento delle istituzioni democratiche (clessidre, kleroterion, ostrakon, gettoni di voto), ma anche statue onorifiche o votive.
L'altra parte delle collezioni riporta l'occupazione di quest'area della città dal periodo geometrico al periodo medievale.

## Galleria d'immagini

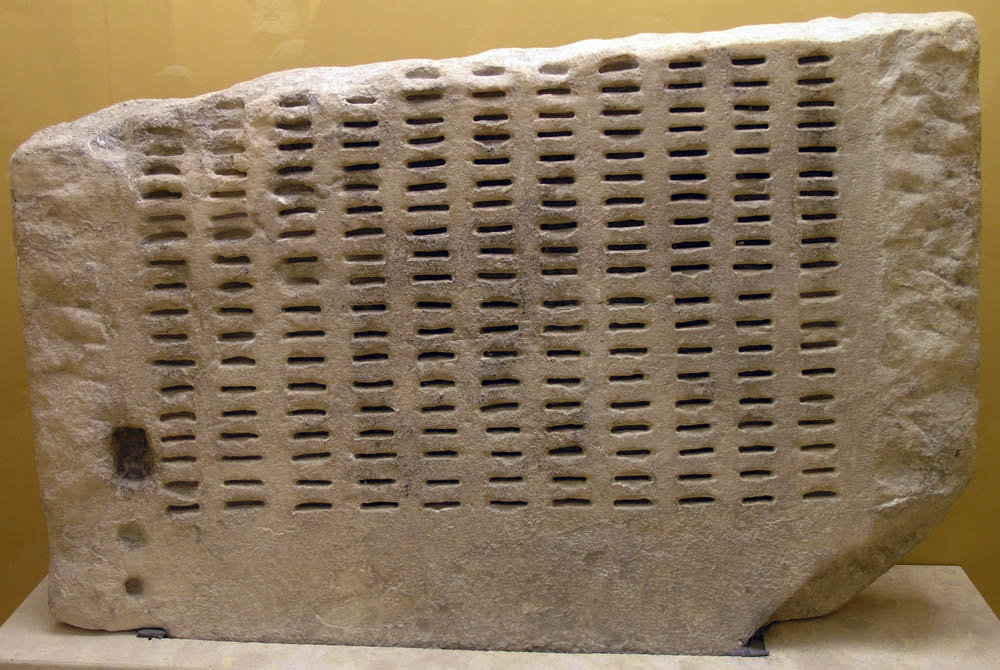
Kleroterion: macchina per tirare a sorte i cittadini che avrebbero partecipato alle giurie popolari ad Atene
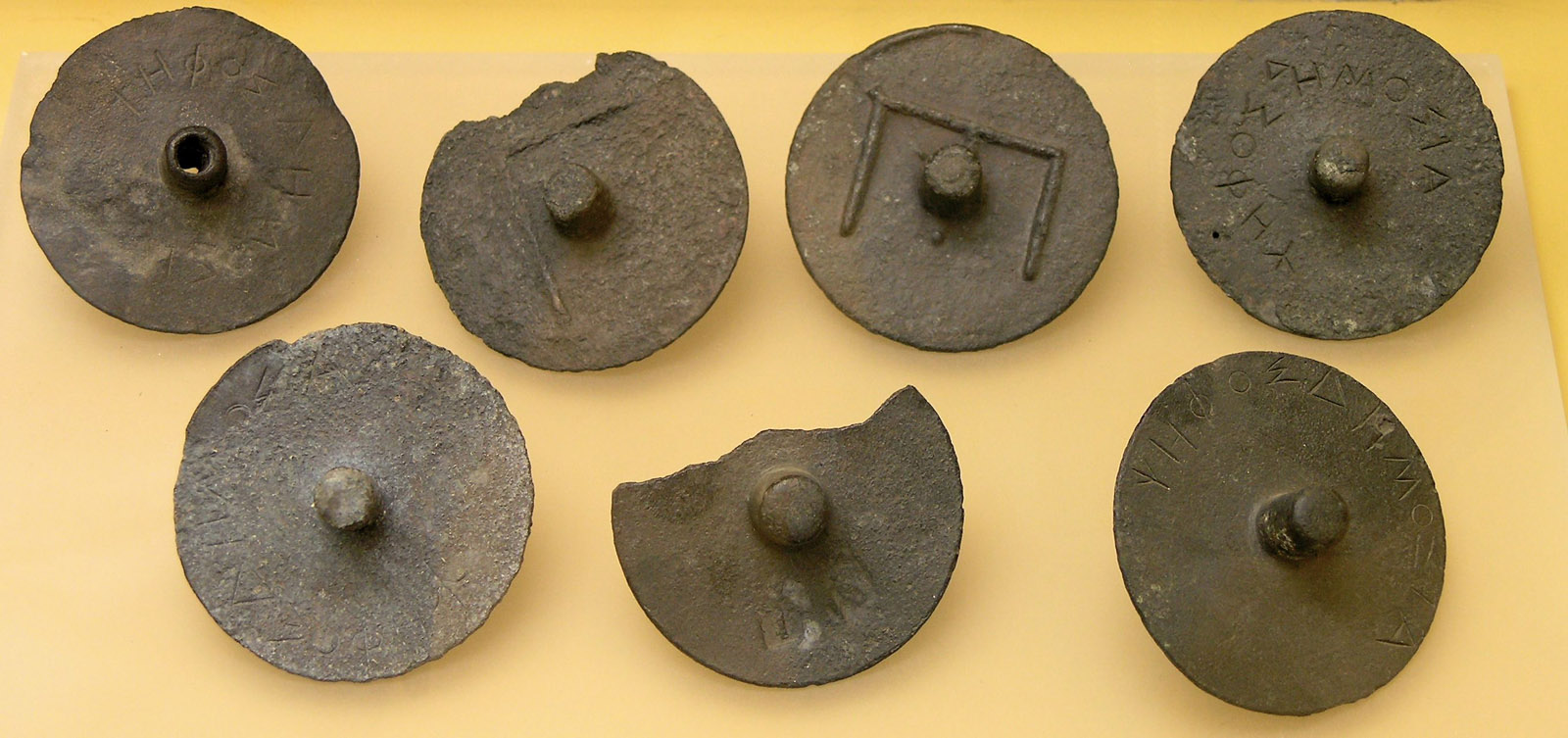
Gettone di voto in bronzo utilizzato dai giurati, della democrazia ateniese. Iscrizione: ΨΗΦΟΣ ΔΗΜΟΣΙΑ, "voto pubblico"
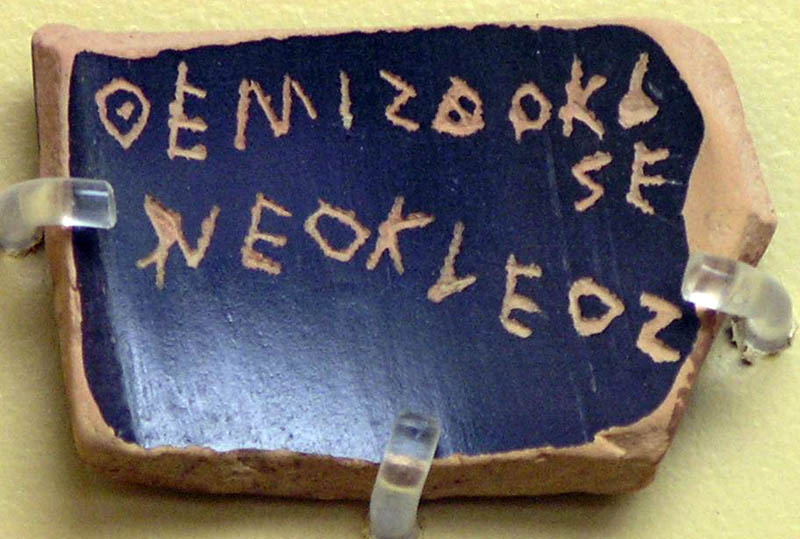
Ostracon. Inscrizione recante il nome di Temistocle, 490-480, o intorno al 460 a.C.: ΘΕΜΙΣΤΟΚΛΗΣ; ΝΕΟΚΛΕΟΣ